# Várda
Várda egy község Somogy vármegyében, a Kaposvári járásban.

## Fekvése
Kaposvártól észak-északnyugatra fekszik, a várost Fonyóddal összekötő 6701-es út és a Kaposvár–Fonyód-vasútvonal mellett; utóbbinak egy megállási pontja is van itt, Várda megállóhely. Az említett út csak Újtelep településrészét érinti, a központ attól keletre esik, oda csak a 67 126-os számú mellékút vezet a 67-es felől. A legközelebbi települések: Somogyjád, Juta és (földúton) Magyaregres.

## Története
Várda nevét 1284-ben említette először oklevél, mint pusztai birtokot. Neve szerepelt az 1332-1337 évi pápai tizedjegyzékben is; ekkor már plebániája is volt, majd 1481-ben Szent Mihály tiszteletére szentelt egyházát is említették, ekkor a szerdahelyi pálosok kaptak itt birtokrészeket Várdai Mihálytól. 1536-ban Wárday Tamás és Simon özvegye voltak a földesurai. 1575-ben a török kincstári adólajstrom szerint csak 5, 1580-ban pedig csak 4 házból állt. 1583-ban Lengyel Lőrinc birtoka volt, 1660-ban pedig már több köznemes bírta. 1701-1703 körül már a Pulay családé volt. 1715-ben is csak öt háztartását írták össze. 1726-1733 között Pulay Ferencz, 1776-ban Záborszky László, Rosty Terézia, Ferencz és Jusztina voltak birtokosai, 1830-1848 között pedig Záborszky Ambrus, Imre, Miklós és Alajos, Tallián Gábor, Simon Károly és Fonyó Lajos, 1856-ban gróf Somssich Pongrác birtoka volt. A 20. század elején Matolay József és gróf Somssich Imre volt itt a nagyobb birtokos. Ekkor Somogy vármegye Kaposvári járásához tartozott. A római katolikus templom 1830 táján épült. 
1910-ben 517 lakosából 515 magyar volt. Ebből 376 római katolikus, 133 református, 6 evangélikus volt.
2015-ben kezdte meg működését a falu határában levő biogázüzem.
Várdához tartozott Kisalbert puszta is.

### Kisalbert puszta
Kisalbert puszta a középkorban Alsó- és Felső-Alberti néven két falu volt. 1456-ban mindkét helység részeit az Osztopáni Pernesziek nyerték adományul. 1472-ben az oklevelek a tihanyi apátság itteni birtokait említették. Az 1720-ban végzett összeírás szerint még önálló jobbágyfalu volt.  1726-1733-ban a Pernesziek, 1776-ban a Nagy család volt a birtokosa.

## Közélete

### Polgármesterei
- 1990–1994: László Kálmán (FKgP)[4]
- 1994–1998: Mózsiné Táskai Edit (független)[5]
- 1998–2002: Mózsiné Táskai Edit (független)[6]
- 2002–2006: Varga András Géza (független)[7]
- 2006–2010: Varga András Géza (független)[8]
- 2010–2014: Varga András Géza (független)[9]
- 2014–2019: Varga András Géza (független)[10]
- 2019–2022: Varga András Géza (független)[11]
- 2023–2024: Kurucz Gábor (független)[1]
- 2024–

A településen 2023. április 2-án időközi polgármester-választást kellett tartani, mert a korábbi polgármester 2022. december 16-án elhunyt. A választáson öt jelölt indult, de a győztes egymaga megszerezte a leadott szavazatok több mint 75 százalékát.

## Népesség
A település népességének változása:
| Lakosok száma | 449  | 445  | 466  | 409  | 416  | 422  | 412  |
|               | 2013 | 2014 | 2015 | 2021 | 2022 | 2023 | 2024 |

A 2011-es népszámlálás során a lakosok 92,1%-a magyarnak, 0,4% németnek mondta magát (7,7% nem nyilatkozott; a kettős identitások miatt a végösszeg nagyobb lehet 100%-nál). A vallási megoszlás a következő volt: római katolikus 60,4%, református 9,5%, evangélikus 0,4%, felekezeten kívüli 11,4% (17,6% nem nyilatkozott).
2022-ben a lakosság 92,3%-a vallotta magát magyarnak, 1,2% németnek, 0,2% románnak, 2,6% egyéb, nem hazai nemzetiségűnek (7,2% nem nyilatkozott; a kettős identitások miatt a végösszeg nagyobb lehet 100%-nál). Vallásuk szerint 47,6% volt római katolikus, 6% református, 0,5% evangélikus, 0,5% görög katolikus, 0,5% ortodox, 1,4% egyéb keresztény, 1,2% egyéb katolikus, 9,4% felekezeten kívüli (32,5% nem válaszolt).

## Nevezetességei
- Somssich-kastély

## Díszpolgárok
- Bálint György kertészmérnök[15]
- Szász Endre képzőművész, élete utolsó évtizedét a településen töltötte[15]
- Varga Sándor pedagógus, 47 évig tanított a településen[15]